# Шатијон ан Мишај
Шатијон ан Мишај (фр. Châtillon-en-Michaille) насеље је и општина у источној Француској у региону Рона-Алпи, у департману Ен (Рона-Алпи) која припада префектури Нантија.
По подацима из 2011. године у општини је живело 3134 становника, а густина насељености је износила 83,28 становника/km². Општина се простире на површини од 37,63 km². Налази се на средњој надморској висини од 520 метара (максималној 1.241 m, а минималној 373 m).

## Демографија
| 1962. | 1968. | 1975. | 1982. | 1990. | 1999. | 2011. |
| ----- | ----- | ----- | ----- | ----- | ----- | ----- |
| 1.240 | 1.392 | 1.765 | 1.963 | 2.189 | 2.668 | 3.134 |

График промене броја становника у току последњих година